# IC 4069
IC 4069 је спирална галаксија у сазвјежђу Ловачки пси која се налази на листи објеката дубоког неба у Индекс каталогу.
Деклинација објекта је + 36° 6' 45" а ректасцензија 13h 1m 24,9s. Привидна величина (магнитуда) објекта IC 4069 износи 15,7 а фотографска магнитуда 16,5.